# Giovanni d’Amelia
Giovanni d’Amelia (ur. w 1309 w Amelii, zm. w grudniu 1385 albo 11 stycznia 1386 w Genui) – włoski kardynał.

## Życiorys
Urodził się w 1309 roku w Amelii. Studiował prawo, z którego uzyskał doktorat. Był audytorem Roty Rzymskiej i kanonikiem kapituły katedralnej w Patras. 15 lutego 1376 roku został wybrany arcybiskupem Korfu, jednak rezydował w Rzymie, pełniąc funkcję administratora apostolskiego. 18 września 1378 roku został kreowany kardynałem prezbiterem S. Sabinae. Spiskował przeciwko Urbanowi VI i został uwięziony w zamku w Nocerze w styczniu 1385 roku. Poddany torturom, przyznał się do winy i napisał list do rzymskiego kleru, potępiający przemoc papieża. Wobec tego został skazany na śmierć, a egzekucja została wykonana w grudniu 1385 albo 11 stycznia 1386 roku w Genui.